# Príleská linie
Príleská linie je hlavní větví rodiny Príleských, příslušníci této větve používali predikát z Prílesa.

Erb Príleskovců

Prvním známým členem této větve a rodiny Príleských byl Ladislav I., který byl v roce 1438 svědkem při uvádění šlechtických rodin do majetků.
Jeho syn Mikuláš byl roku 1468 služným Trenčínské župy, po Mikulášovi i syn Juraj a jeho syn Michal a také Michalův vnuk Ján II.
Jánův syn Mikuláš II. měl s manželkou Katarínou Urbanovskou dva syny a dceru: Michala II., Jana III. a Kateřinu. V těchto letech nastává ve vývoji rodu významná změna, protože po smrti Mikuláše II. se rodina se syny Janem III. a Michalem II. rozdělila na dvě větve.
- Ján III. zdědil hodnost slúžného Trenčínské župy a oženil se s Juditou Husárovou, se kterou měl dva syny a dvě dcery. Syn Mikuláš III. byl v letech 1702-1730 kanovníkem v Nitře. Druhý syn Pavel I. se oženil s Kateřinou Gozstonyovou. Měli syna Alexeje, který byl zakladatelem větve Príleských ze Zemanského Podhradí.
- Druhá větev zůstává v Prílese. Michal III. měl s Marií Nevédy tři syny: jezuitu  Jana VI., Štěpána a Matěje I. Posledně jmenovaný měl tři děti: Alberta (nitranský kanovník), Jiřího II. a dceru Julianu. Jurajův syn Gabriel je doložen v Prílese na počátku 19. století, kdy bylo pravděpodobně přestavěno rodinné sídlo Príleský zámeček na klasicistní kurii. V tomto období se Príleskovci z Prílesa odstěhovali.[1]